# Bruno Schwabe

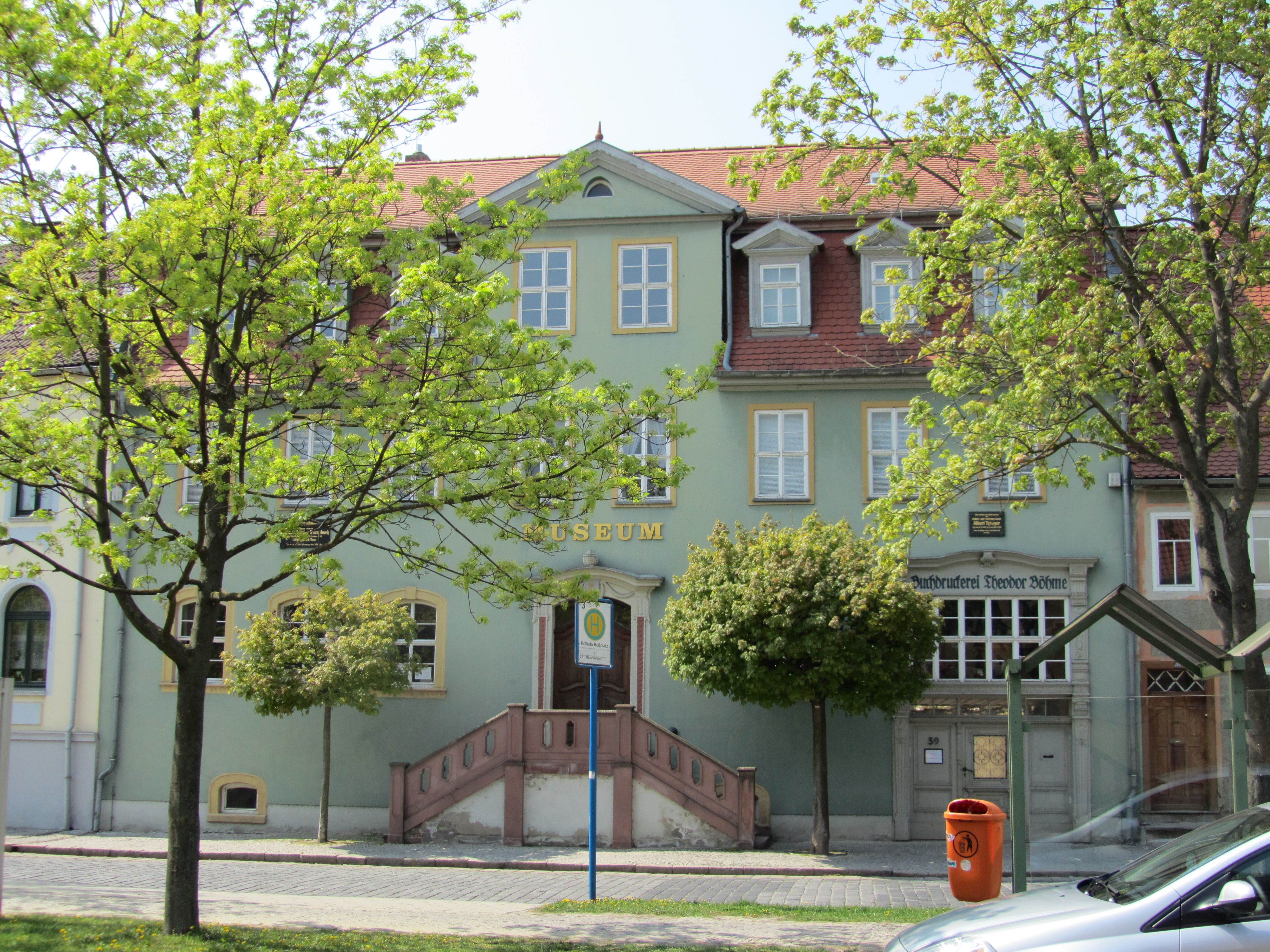
Heimatmuseum Kölleda

Ernst Bruno Schwabe (geb. 18. Januar 1834 in Kölleda; gest. 12. Juni 1918 in Weimar, beigesetzt in Kölleda) war Generaloberstabsarzt der Weimarer Garnison.

## Leben
Schwabe studierte Medizin in Berlin. Das Studium schloss er mit der Promotion in Berlin ab. Er war seit 1872 Oberstabsarzt 1. Klasse und Regiments-Arzt in Weimar. Er widmete sich seit dem Jahre 1870 hauptsächlich archäologischen, geographischen und naturwissenschaftlichen Studien, die er zu Reisebeschreibungen und populären Vorträgen verwertete.
Schwabe war leidenschaftlicher Sammler von Waffen, aber auch von ethnologischen und naturkundlichen Objekten und widmete sich neben seiner amtlichen Tätigkeit eigentlich mehr archäologischen, geographischen und naturwissenschaftlichen Studien, die dann in zahlreichen Reisebeschreibungen und populären Vorgängen Eingang fanden. Er reiste dazu viel durch Europa, Asien, Afrika und Amerika. Die gesammelten Gegenständen fanden durch ihn ihren Weg nach Weimar.
In seiner Wohnung am Horn 19 war diese Sammlung zu besichtigen. Er überließ diese schließlich der Stadt Weimar, die dann 1888 den Grundstock für das Museum für Ur- und Frühgeschichte Thüringens und das Stadtmuseum Weimar bildete. Er wirkte als langjähriger Vorsitzender der Museumskommission. Es gibt von ihm ein Gemälde von Erna Goerg aus dem Jahre 1916. Einiges aus seinen Sammlungen bzw. persönlichem Nachlass ging an das 1901 von ihm begründete Heimatmuseum Kölleda.
Im Jahr 1902 wurde Bruno Schwabe Ehrenbürger von Weimar. Die Schwabestraße wurde 1914 nach ihm benannt.